# Elías Molina-Prados García-Navas
Elías Molina-Prados (Herencia, 16 de febrer de 1982) és un futbolista castellanomanxec, que ocupa la posició de migcampista. Ha estat internacional espanyol en categories inferiors.

## Trajectòria
Comença a destacar al filial de l'Atlètic de Madrid, d'on salta al CD Numancia el 2001. Amb els castellans, que hi militaven a Segona Divisió, hi passa dues campanyes sense massa fortuna. Després recala al RCD Mallorca B (03/04) i CD Logroñés (2004).
La temporada 04/05 l'Albacete Balompié l'hi incorpora per al seu filial. Tot i això, arriba a debuta a primera divisió amb els manxecs. No té, però, continuïtat, i a l'any següent fitxa pel FC Cartagena. Hi roman dos anys a l'equip murcià, amb qui està a punt de pujar a Segona.
La resta de la carrera del migcampista prossegueix per equips de divisions més modestes: SD Ponferradina (07/08), Lorca Deportiva (08/09) i UB Conquense (09/...).